# Narodona mexicana
Narodona mexicana is een insect uit de familie van de Ithonidae, die tot de orde netvleugeligen (Neuroptera) behoort. 
Narodona mexicana is voor het eerst wetenschappelijk beschreven door Navás in 1930.